# قصر داماتريس
قصر داماتريس والذي تم إنشاؤه في القرن الرابع عشر من قبل الإمبراطورية البيزنطية والواقع في منطقة صماندرة. ويعتبر القصر أهم مبنى من العصر البيزنطي. وقد تم تسمية القصر تيمنا بالهة الزراعة والبركة الرومانية ديميتر. وتم إنشاء القصر من قبل تيبريوس الثاني وماوريكيوس في القرن الرابع عشر. ويعتبر هذا القصر بوابة البزنطيين نحو بلاد الأناضول. وعندما كان البزنطيون يقومون بحملة في الاناضول كانو يستعملون القصر والمناطق المجاورة له للتجمع.